# Peter Marboe

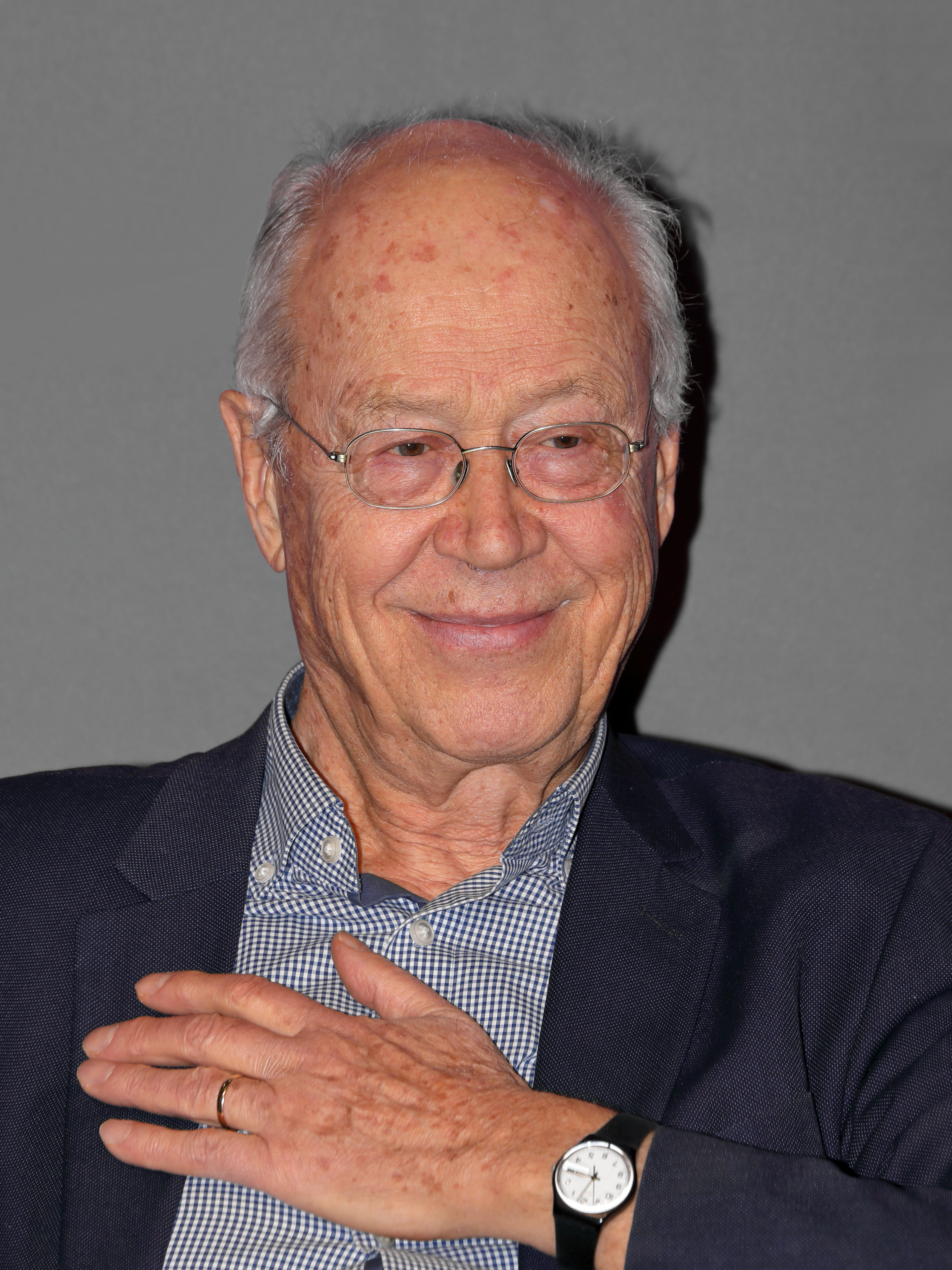
Peter Marboe (2024)

Peter Marboe (* 8. Juni 1942 in Wien) ist ein österreichischer Politiker (ÖVP), Intendant und Buchautor.

## Leben
Sein Vater war der Leiter der Bundestheaterverwaltung, Ernst Marboe, der allerdings verstarb, als Peter Marboe erst 15 Jahre alt war. Danach kümmerte sich der damalige Außenminister Leopold Figl, der durch Heirat mit der Familie in Kontakt war, um ihn und seine beiden Brüder Ernst Wolfram (Ernst Wolfram Marboe, 1938–2012, ORF-Manager) und Philipp (1944–2008, zuletzt Handelsdelegierter in Paris). Nach der Matura am Schottengymnasium studierte Peter Marboe Rechtswissenschaften an der Universität Wien, wo er 1965 promovierte. Danach leistete er seinen Wehrdienst. 1967 begann er seine berufliche Karriere in der Kulturabteilung des Bundespressedienstes. 1969 wurde er Sekretär von Bundeskanzler Josef Klaus. Von 1970 an arbeitete er in verschiedenen Funktionen für Österreich in den USA. Von 1987 bis 1991 war er Hauptgeschäftsführer der ÖVP. Von 1991 bis 1996 war er Leiter der Kulturpolitischen Sektion im Außenministerium. In den 1990er Jahren schrieb er zahlreiche Bücher.
1996 wurde er in der Koalition SPÖ-ÖVP unter Bürgermeister Michael Häupl Stadtrat für Kultur in Wien (Landesregierung und Stadtsenat Häupl II). Das umstrittenste Projekt seiner Amtszeit war die Neugestaltung des Judenplatzes. Während seiner Amtszeit setzte er sich für die Entpolitisierung der Kultur ein, wodurch es am Ende seiner Amtszeit immer wieder auch zu Konflikten mit seinem Parteikollegen Franz Morak kam. 2001 ging die Koalition zu Ende, Marboe verlor daher sein Amt, blieb jedoch als nicht amtsführender Stadtrat Mitglied des Wiener Stadtsenats (und der Landesregierung) bis zum 30. November 2003.
Nach Beendigung seiner politischen Tätigkeit wurde er stellvertretender Direktor der stadteigenen Gesellschaft Vereinigte Bühnen Wien und wurde von seinem Nachfolger als Kulturstadtrat, Andreas Mailath-Pokorny, zum Intendanten des Wiener Mozartjahrs 2006 ernannt. Danach nahm er keine öffentlichen Ämter mehr an.
Peter Marboe ist seit 1960 Mitglied der katholischen Studentenverbindung K.A.V. Bajuvaria Wien im ÖCV.

## Auszeichnungen (Auszug)
- 2008: Großes Goldenes Ehrenzeichen für Verdienste um das Land Wien

## Privates
Peter Marboe ist mit der Völkerrechtsprofessorin Irmgard Marboe verheiratet und hat zwei Kinder. Eines davon ist die Musikerin Anna Mabo.

## Werke
- Engel, Engel. Legenden der Gegenwart, Verlag Kunsthalle Wien (1997), ISBN 3-85247-012-9
- Crossings. Kunst zum Hören und Sehen, Verlag Kunsthalle Wien (1998), ISBN 3-85247-015-3
- Mozart. Spuren. Wegweiser für Zeitgenossen. Ein Buch zum Wiener Mozartjahr 2006, erschienen 2005 im Verlag Wiener Mozartjahr Organisationsgesellschaft, ISBN 3-9502105-0-4